# Reculée de vers Cul
La reculée de vers Cul est une reculée située dans le massif du Jura et dans le département homonyme, dans l'Est de la France.

## Géographie
La reculée est située sur la commune Ney à proximité de la ville de Champagnole. Originale par sa forme symétrique et sa grande largeur (1400 mètres), elle est orientée selon un axe nord-ouest/sud-est ; elle est fermée au sud-est par des falaises calcaires et s'ouvre au nord-ouest sur la vallée de l'Ain.
Le creux de la reculée est un espace agricole quasiment plat, entre 525 et 540 m d'altitude et se termine au fond par une zone humide plantée de feuillus et d'épicéas qui alimente les ruisseaux du Bief de la Reculée et son affluent le Bief de Pré Fasant. Elle est surplombée au sud par le site de la piste à empreintes de dinosaures du site de Loulle. Le Bénédegand, situé au nord-est, est le point culminant de la corniche, avec une altitude de 719 m

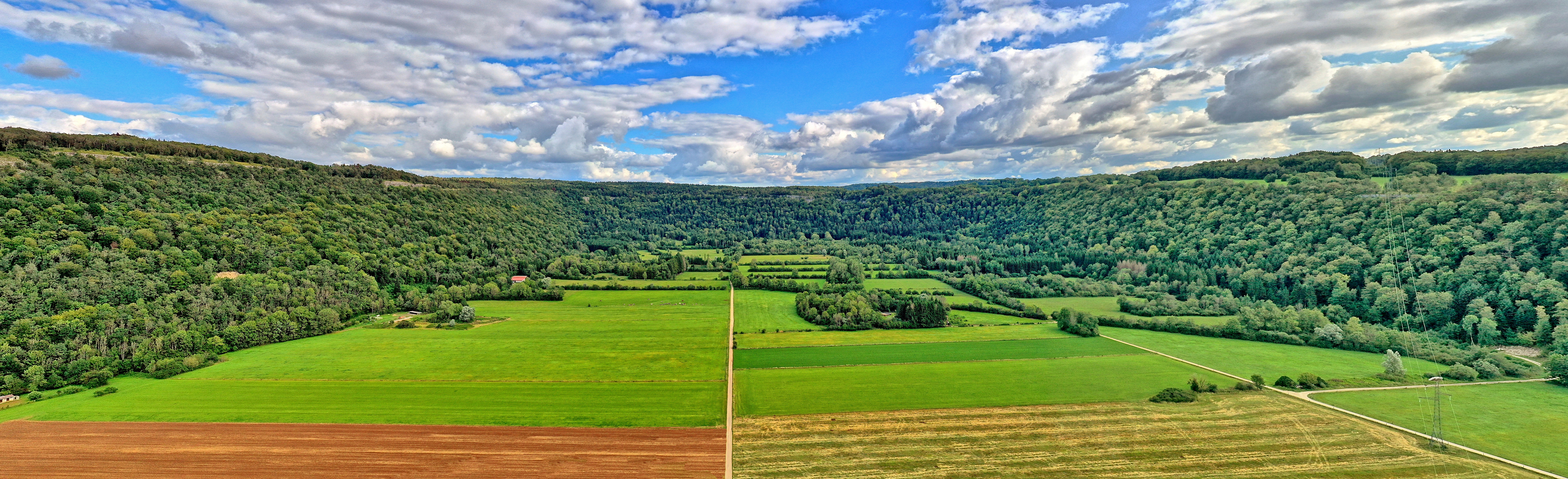
Vue générale de la reculée.

## Protection
La reculée fait partie de la ZNIEFF de type 1 Reculée de Vers-Cul et Bois du Surmont.